# Cultura Bonnanaro

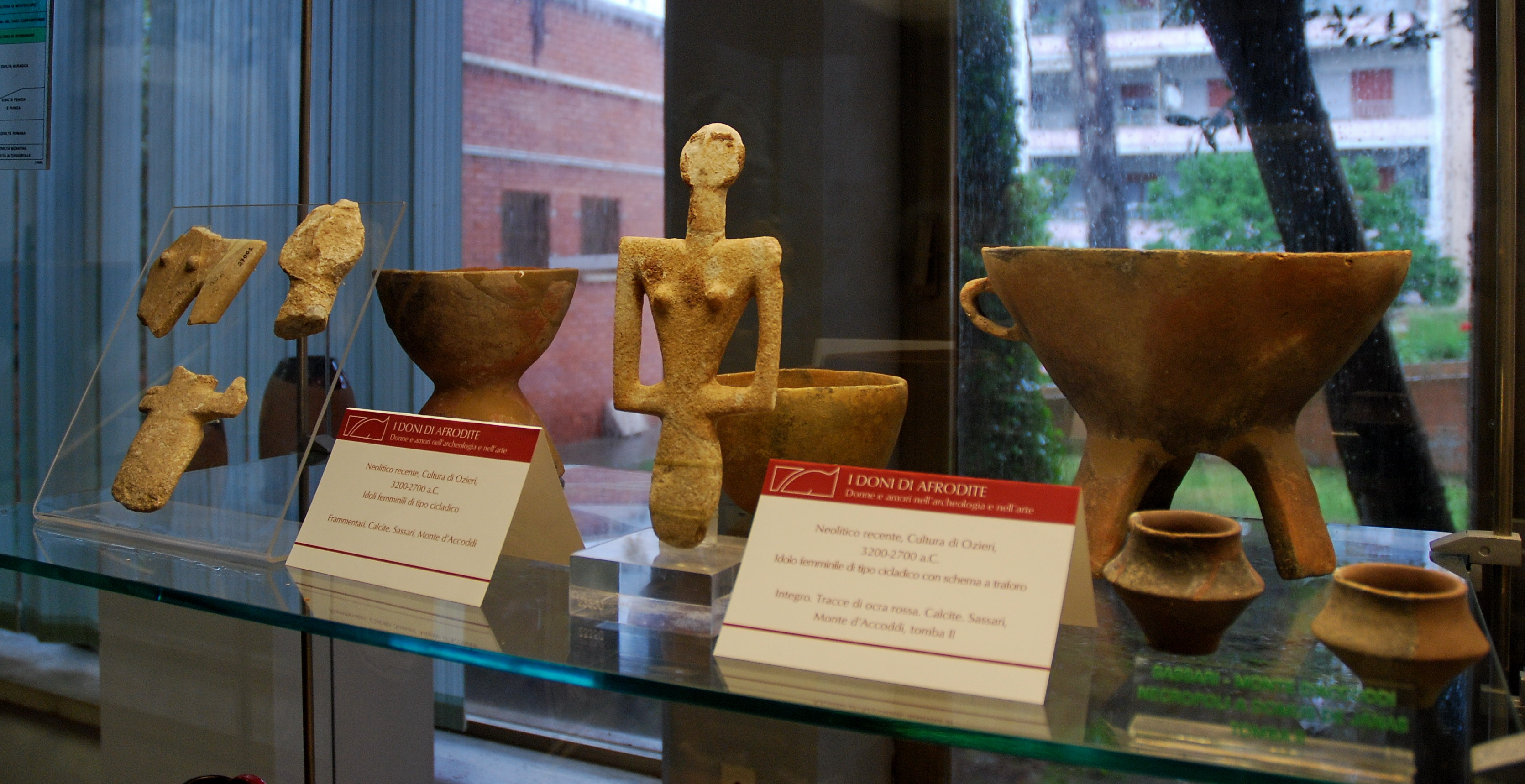
Ceràmica Bonnanaro

La cultura Bonnanaro és una cultura protohistòrica que va existir a Sardenya durant el II mil·lenni ae (1800–1600 ae), i es considera la primera etapa de la civilització dels nurags. Pren el nom de la comuna de Bonnanaro a la província de Sàsser, on es va descobrir un jaciment al 1889.

## Cronologia

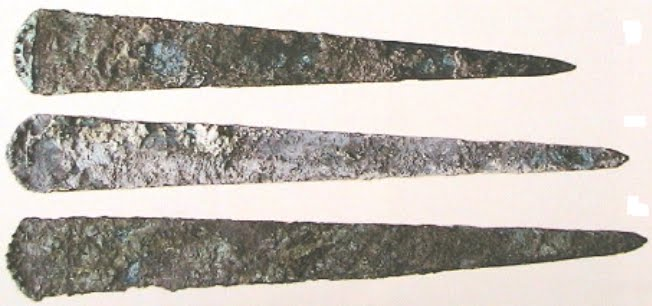
Espases de la cultura Bonnanaro (fase A2) de Sant'Iroxi, Decimoputzu

La cultura Bonnanaro es divideix en dues fases:
| Fase                        | Dates        |
| --------------------------- | ------------ |
| Bonnanaro A1 Corona Moltana | 1800–1650 ae |
| Bonnanaro A2 Sant'Iroxi     | 1650–1600 ae |

## Origen

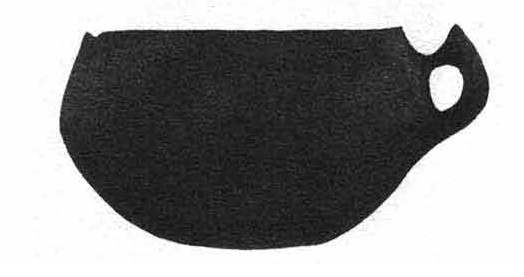
Atuell Bonnanaro amb el mànec característic

Segons Giovanni Lilliu, el grup humà que va produir aquesta cultura es degué originar a l'Europa Central, i l'àrea de la cultura Polada. En l'aspecte material, la cultura Bonnanaro mostra influències de l'anterior cultura del vas campaniforme, i la posterior cultura Polada (epicampaniforme) de la Itàlia del Norte.

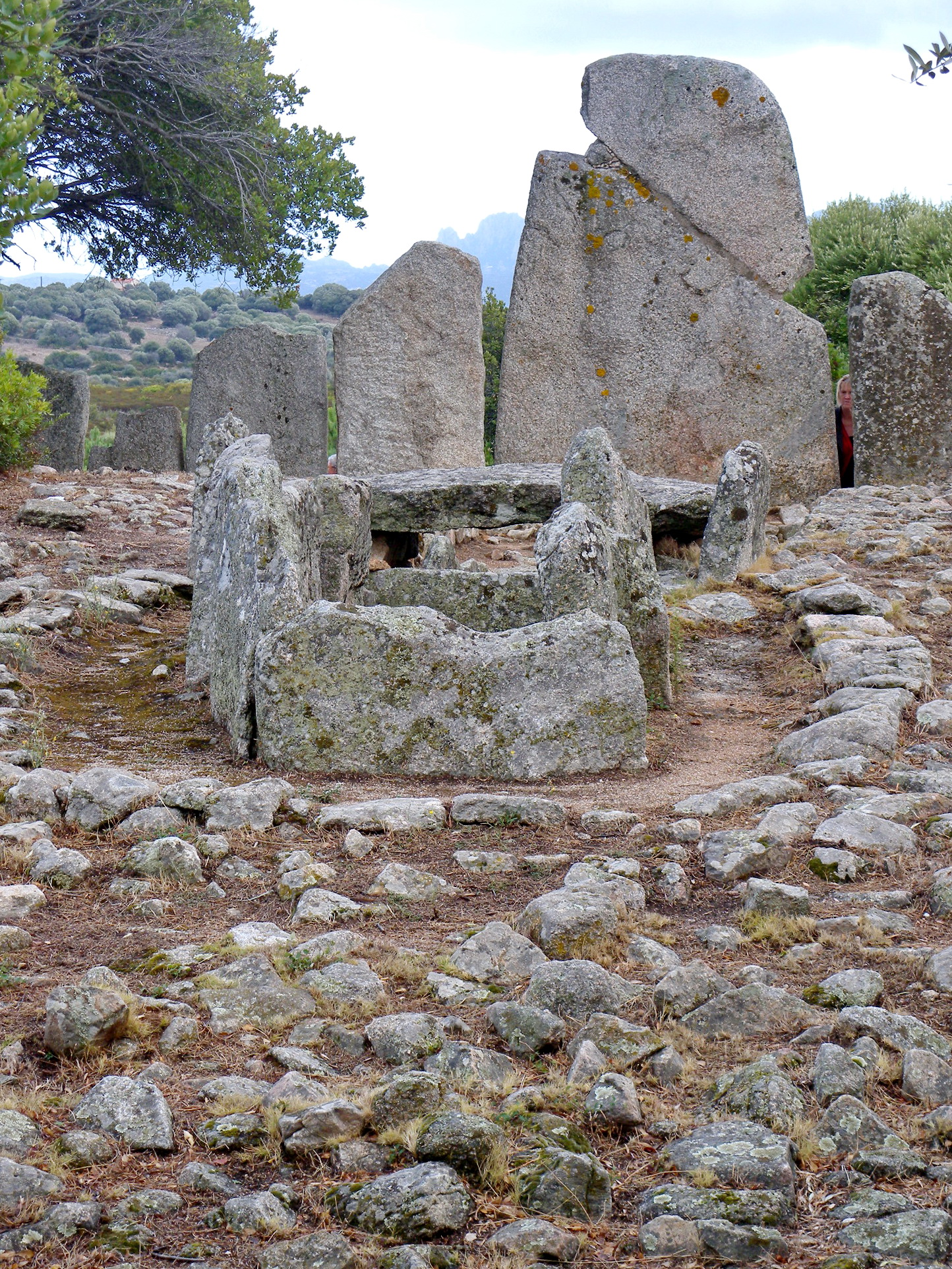
Li Lolghi, Arzachena

## Descripció
Els llocs de la cultura Bonnanaro, en la seua majoria enterraments, abasten tot el territori sard, i es concentren a les àrees mineres de Nurra i Sulcis-Iglesiente, i al Campidano. La ceràmica és llisa i lineal, sense decoració, i es caracteritza pels mànecs. El nombre d'objectes metàl·lics augmenta i hi apareixen les primeres espases de bronze arsenical.
Només es coneixen quatre assentaments d'aquesta cultura: Su Campu Lontanu a Florinas, Sa Turricula a Muros, Costa Tana a Bonarcado i Abiti a Teti. Les cases tenien una base d'obra de paleta mentre que el sostre es feia amb fusta i branques.
Encara no se sap si els primers "protonurags" o "pseudonurags" es van construir en aquesta època o en la següent cultura Sub-Bonnanaro (o Bonnanaro B) de l'edat del bronze mitjà (1600–1330 ae), malgrat que l'anàlisi de datació per carboni 14 en mostres orgàniques de Protonuraghe Bruncu Madugui suggereix que es construïren en algun moment al voltant del 1820 ae. Els protonurags eren edificis megalítics considerats precursors dels nurags clàssics. Són edificis horitzontals amb un corredor llarg amb habitacions i cel·les.
Els tipus de tombes de la cultura Bonnanaro inclouen el domus de janas, coves i cistes.[4][5]

## Antropologia física

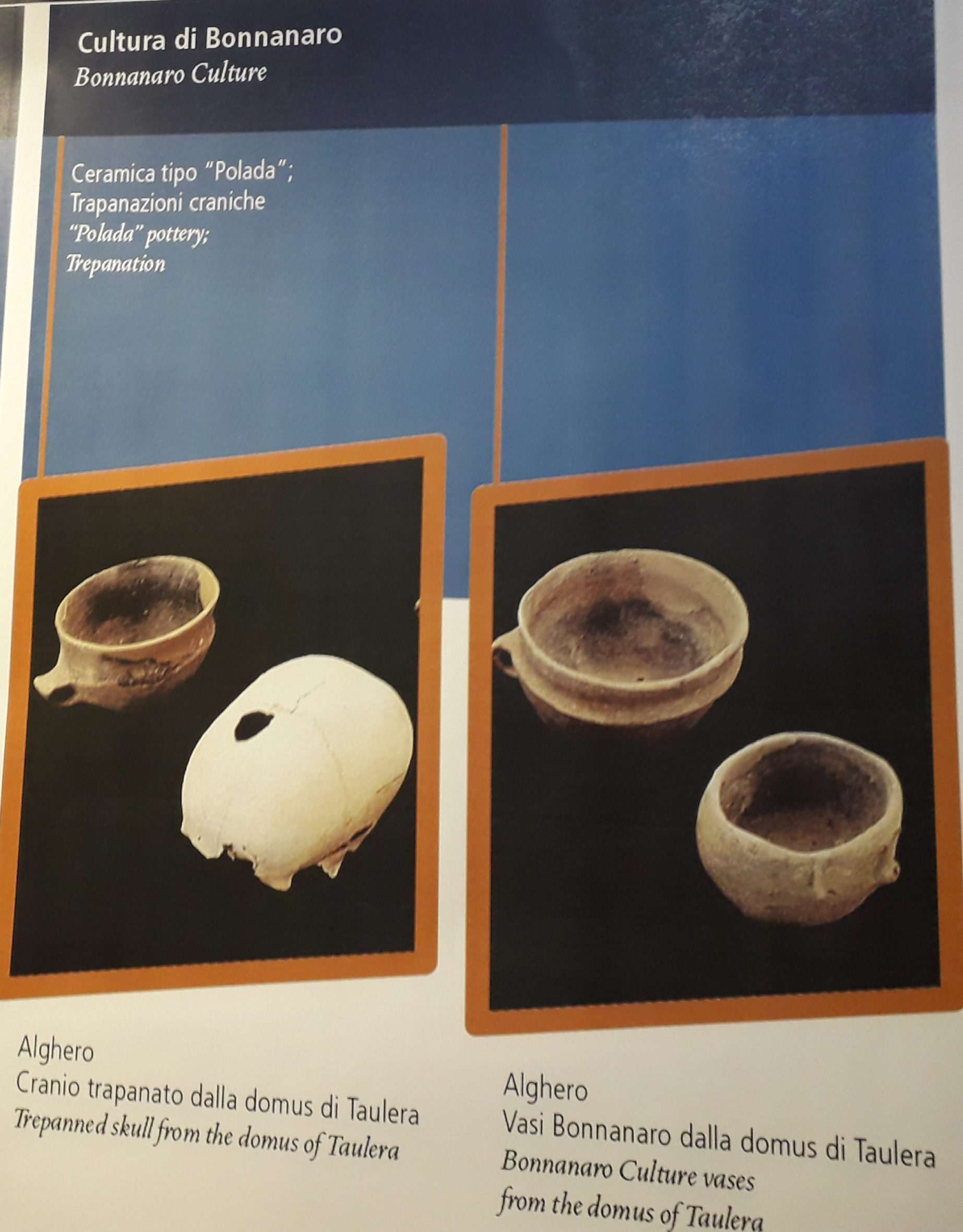
Tauler informatiu sobre la cultura Bonnanaro. Es mostra un crani trepanat a la part inferior esquerra

Hi ha uns 200 esquelets humans del període que mostren que la població Bonnanaro (fase A1) es componia principalment d'individus dolicocèfals (67%) amb una minoria de braquicèfals (33%), aquests darrers concentrats a la part nord-occidental de l'illa. L'alçada mitjana era d'1,62 m per a homes i 1,59 m per a dones. La població Bonnanaro patia d'osteoporosi, hiperostosi, anèmia, càries i tumors, i es practicava la trepanació cranial.